# 追蹤者
追蹤者（英語：The Finder）是一部美國電視劇。于2012年1月12日開始在福克斯電視台播出。是识骨寻踪的衍生劇集。2012年5月9日FOX官方宣布取消本剧。

## 演員表
- 吉歐夫·斯圖茲  ——飾演——  華特 · 薛曼（Walter Sherman）少校
- 迈克尔·克拉克·邓肯  ——飾演——  里奧 · 諾克斯（Leo Knox）
- 梅塞德絲·梅森（英语：Mercedes Masohn）  ——飾演——  伊莎貝爾 · 桑巴德（Isabel Zambada）聯邦法警
- 瑪德琳·哈森（英语：Maddie Hasson）  ——飾演——  薇拉 · 蒙黛（Willa Monday）
- 托比·海明威（英语：Toby Hemingway）  ——飾演——  提摩 · 鮑爾（Timo Proud）

## 外部連結
- 官方网站
- 互联网电影数据库（IMDb）上《The Finder》的资料（英文）
- The Finder 在电视指南